# Pobre niña rica
„Pobre Niña Rica” este un cântec al interpretei mexicane Paulina Rubio. Acesta fost compus de Graciela Carballo și Mario Pupparo pentru cel de-al patrulea material discografic de studio al artistei, Planeta Paulina. „Pobre Niña Rica” a fost lansat ca ultimul disc single al materialului la începutul anului 1997.
Cântecul nu a intrat în clasamente, însă a fost lansat pentru a promova serialul cu același nume, Pobre Niña Rica.